# پیستانا
پیستانا (انگلیسی: Pousadas) شرکت مهمان‌نوازی پرتغالی است، که در سال ۱۹۴۲ تأسیس شد.